# Kristmann Guðmundsson
Kristmann Guðmundsson (23. října 1901 Borgarfjörður (Island) – 20. listopadu 1983 Reykjavík) byl islandský spisovatel proslulý svými romantickými literárními díly. Spolu s Gunnarem Gunnarssonem a Halldórem Laxnessem patří k prvním mezinárodně známým islandským spisovatelům. Napsal více než třicet milostných románů a novel, přeložených do více než čtyřiceti jazyků včetně čínštiny.

## Život
Kristmann byl nemanželským synem selské dívky. Ta ho opustila a zanechala v péči svých chudých rodičů. Ve třinácti letech utekl z domova. Vzdělání získal převážně jako autodidakt. Vyhledával příležitostná zaměstnání a od roku 1923 pracoval jako novinář. V letech 1924–1939 žil hlavně v Norsku, ale také v Rakousku, Anglii a Dánsku. Knihy vzniklé v této době psal v norštině. V roce 1939 se vrátil na Island. Hlavními tématy jeho románů jsou obsesivní láska, nenávist a strach. Guðmundsson byl sedmkrát ženat a nepolepšitelný sukničkář.

## Vybraná díla
- Islandsk Kjærlighet (Islandská láska, 1924)
- Brudekjolen (Svatební šaty, 1927)
- Livets morgen (Jitro života, 1929) – česky 1948
- Den blå kyst (Modré pobřeží, 1931) – česky 1947
- Det hellige fjeld (Posvátná hora, 1932) – česky Svatá skála, 1946
- Den første vår (Předjaří, 1933) – česky 1940
- Hvite netter (Bílé noci, 1934) – česky 1946
- Lampen (Lampy, 1936) – česky Lampa v bouři, 1947
- Armann og Vildis (Armann a Vildis, 1937)
- Gudinnen og oksen (Bohyně a býk, 1938) – česky 1971
- Jordens Barn (Děti země, 1937) – česky 1941